# Puchar Europy w Lekkoatletyce 1965 – półfinał mężczyzn (Oslo)
Półfinał pucharu Europy w lekkoatletyce w 1965 mężczyzn odbył się 21 i 22 sierpnia w Oslo. Był to jeden z trzech półfinałów. Pozostałe odbyły się w Rzymie i Zagrzebiu.
Wystąpiło sześć zespołów, z których dwa najlepsze awansowały do finału.

## Klasyfikacja generalna
| Poz. | Reprezentacja | Punkty |
| ---- | ------------- | ------ |
| 1    | ZSRR          | 94     |
| 2    | Francja       | 92     |
| 3    | Węgry         | 72     |
| 4    | Finlandia     | 64     |
| 5    | Norwegia      | 51     |
| 6    | Belgia        | 41     |

## Wyniki indywidualne
Kolorami oznaczono zawodników reprezentujących zwycięskie drużyny.

### Bieg na 100 metrów
| Lp. | Państwo   | Zawodnik            | Wynik |
| --- | --------- | ------------------- | ----- |
| 1.  | Francja   | Jocelyn Delecour    | 10,5  |
| 2.  | Norwegia  | Ole Bernt Skarstein | 10,7  |
| 3.  | ZSRR      | Jurij Kaszczejew    | 10,7  |
| 4.  | Węgry     | Huba Rozsnyai       | 10,8  |
| 5.  | Finlandia | Aarno Musku         | 10,9  |
| 6.  | Belgia    | Ignace Van der Cam  | 11,0  |

### Bieg na 200 metrów
| Lp. | Państwo   | Zawodnik              | Wynik |
| --- | --------- | --------------------- | ----- |
| 1.  | Francja   | Jocelyn Delecour      | 21,6  |
| 2.  | ZSRR      | Amin Tujakow          | 21,7  |
| 3.  | Węgry     | László Mihályfi       | 21,7  |
| 4.  | Finlandia | Aarno Musku           | 22,0  |
| 5.  | Norwegia  | Richard Simonsen      | 22,1  |
| 6.  | Belgia    | Herman Van Coppenolle | 22,1  |

### Bieg na 400 metrów
| Lp. | Państwo   | Zawodnik               | Wynik |
| --- | --------- | ---------------------- | ----- |
| 1.  | Norwegia  | Carl Fredrik Bunæs     | 46,9  |
| 2.  | Francja   | Michel Samper          | 47,3  |
| 3.  | ZSRR      | Wadym Archypczuk       | 47,4  |
| 4.  | Belgia    | Willy Vandenwyngaerden | 47,9  |
| 5.  | Finlandia | Heikki Pippola         | 48,4  |
| 6.  | Węgry     | István Bátori          | 49,1  |

### Bieg na 800 metrów
| Lp. | Państwo   | Zawodnik          | Wynik  |
| --- | --------- | ----------------- | ------ |
| 1.  | Francja   | Maurice Lurot     | 1:48,8 |
| 2.  | Finlandia | Pekka Juutilainen | 1:49,7 |
| 3.  | Norwegia  | Arne Kvalheim     | 1:49,8 |
| 4.  | Węgry     | Imre Nagy         | 1:52,6 |
| –   | ZSRR      | Walerij Bułyszew  | DQ     |
| –   | Belgia    | Willy Mertens     | DNF    |

### Bieg na 1500 metrów
| Lp. | Państwo   | Zawodnik         | Wynik  |
| --- | --------- | ---------------- | ------ |
| 1.  | Francja   | Jean Wadoux      | 3:42,2 |
| 2.  | Belgia    | André Dehertoghe | 3:43,0 |
| 3.  | Finlandia | Keijo Ceder      | 3:44,9 |
| 4.  | ZSRR      | Iwan Bielicki    | 3:46,2 |
| 5.  | Norwegia  | Stig Rekdal      | 3:46,8 |
| 6.  | Węgry     | István Kiss      | 3:48,0 |

### Bieg na 5000 metrów
| Lp. | Państwo   | Zawodnik         | Wynik   |
| --- | --------- | ---------------- | ------- |
| 1.  | Francja   | Michel Jazy      | 14:02,6 |
| 2.  | Belgia    | Eugène Allonsius | 14:03,2 |
| 3.  | ZSRR      | Piotr Bołotnikow | 14:03,6 |
| 4.  | Węgry     | Lajos Mecser     | 14:04,6 |
| 5.  | Finlandia | Jouko Kuha       | 14:12,4 |
| 6.  | Norwegia  | Bjarne Sletten   | 14:42,0 |

### Bieg na 10 000 metrów
| Lp. | Państwo   | Zawodnik         | Wynik   |
| --- | --------- | ---------------- | ------- |
| 1.  | Belgia    | Gaston Roelants  | 28:10,6 |
| 2.  | Węgry     | Lajos Mecser     | 28:31,2 |
| 3.  | ZSRR      | Nikołaj Dutow    | 28:43,4 |
| 4.  | Francja   | Bernard Maroquin | 28:45,2 |
| 5.  | Finlandia | Pertti Sariomaa  | 29:32,2 |
| 6.  | Norwegia  | Odd Fuglem       | 29:40,2 |

### Bieg na 110 metrów przez płotki
| Lp. | Państwo   | Zawodnik           | Wynik |
| --- | --------- | ------------------ | ----- |
| 1.  | ZSRR      | Anatolij Michajłow | 13,7  |
| 2.  | Francja   | Marcel Duriez      | 14,0  |
| 3.  | Norwegia  | Kjellfred Weum     | 14,4  |
| 4.  | Belgia    | Luc Legros         | 14,7  |
| 5.  | Węgry     | Béla Mélykúti      | 15,0  |
| –   | Finlandia | Antti Lanamäki     | DNF   |

### Bieg na 400 metrów przez płotki
| Lp. | Państwo   | Zawodnik         | Wynik |
| --- | --------- | ---------------- | ----- |
| 1.  | Francja   | Robert Poirier   | 50,6  |
| 2.  | ZSRR      | Wasyl Anisimow   | 51,0  |
| 3.  | Norwegia  | Jan Gulbrandsen  | 52,0  |
| 4.  | Belgia    | Wilfried Geeroms | 53,3  |
| 5.  | Finlandia | Pertti Pyrrö     | 54,6  |
| 6.  | Węgry     | Miklós Vértesy   | 59,6  |

### Bieg na 3000 metrów z przeszkodami
| Lp. | Państwo   | Zawodnik        | Wynik  |
| --- | --------- | --------------- | ------ |
| 1.  | ZSRR      | Wiktor Kudinski | 8:44,8 |
| 2.  | Francja   | Guy Texereau    | 8:45,6 |
| 3.  | Finlandia | Esko Siren      | 8:48,2 |
| 4.  | Węgry     | Miklós Fazekas  | 8:52,2 |
| 5.  | Norwegia  | Finn Sjølie     | 8:52,9 |
| 6.  | Belgia    | Joseph Smulders | 9:33,2 |

### Sztafeta 4 × 100 metrów
| Lp. | Państwo   | Zawodnicy                                                              | Wynik  |
| --- | --------- | ---------------------------------------------------------------------- | ------ |
| 1.  | Francja   | Jean-Paul Lambrot Alain Roy Claude Piquemal Jocelyn Delecour           | 39,7   |
| 2.  | ZSRR      | Edwin Ozolin Amin Tujakow Gusman Kosanow Nikołaj Politiko              | 39,8   |
| 3.  | Węgry     | Huba Rozsnyai Csaba Csutorás István Gyulai László Mihályfi             | 40,5   |
| 4.  | Norwegia  | Ole Bernt Skarstein John Skjelvaag Richard Simonsen Carl Fredrik Bunæs | 40,7 = |
| 5.  | Belgia    | Paul Poels Alfred Jungbluth Herman Van Coppenolle Ignace Van der Cam   | 41,5   |
| –   | Finlandia | Aarno Musku Seppo Jussila Pauli Ny Timo-Jaakko Virkkala                | DQ     |

### Sztafeta 4 × 400 metrów
| Lp. | Państwo   | Zawodnicy                                                             | Wynik  |
| --- | --------- | --------------------------------------------------------------------- | ------ |
| 1.  | Francja   | Jean-Pierre Boccardo Bernard Martin Michel Hiblot Michel Samper       | 3:09,8 |
| 2.  | ZSRR      | Borys Sawczuk Wadym Archypczuk Wasyl Anisimow Wiktor Byczkow          | 3:09,9 |
| 3.  | Węgry     | Csaba Csutorás István Gyulai József Istóczky István Bátori            | 3:12,2 |
| 4.  | Finlandia | Keijo Ceder Ismo Pykkö Jaakko Tuominen Heikki Pippola                 | 3:13,1 |
| 5.  | Belgia    | Jacques Pennewaert Charles Jarry Werner Dyzers Willy Vandenwyngaerden | 3:13,3 |
| –   | Norwegia  | Richard Simonsen John Skjelvaag Jan Gulbrandsen Carl Fredrik Bunæs    | DQ     |

### Skok wzwyż
| Lp. | Państwo   | Zawodnik          | Wynik |
| --- | --------- | ----------------- | ----- |
| 1.  | ZSRR      | Walerij Brumel    | 2,19  |
| 2.  | Węgry     | János Medovárszky | 2,05  |
| 3.  | Finlandia | Pertti Lantti     | 2,02  |
| 4.  | Francja   | Henry Elliott     | 1,99  |
| 5.  | Norwegia  | Stein Sletten     | 1,96  |
| 6.  | Belgia    | Freddy Herbrand   | 1,93  |

### Skok o tyczce
| Lp. | Państwo   | Zawodnik           | Wynik |
| --- | --------- | ------------------ | ----- |
| 1.  | Finlandia | Aulis Kairento     | 4,90  |
| 2.  | Francja   | Hervé d’Encausse   | 4,80  |
| 3.  | ZSRR      | Hennadij Błyznecow | 4,80  |
| 4.  | Węgry     | János Miskei       | 4,50  |
| 5.  | Belgia    | Daniel Borrey      | 4,40  |
| 6.  | Norwegia  | Reidulv Førde      | 4,30  |

### Skok w dal
| Lp. | Państwo   | Zawodnik         | Wynik |
| --- | --------- | ---------------- | ----- |
| 1.  | Finlandia | Rainer Stenius   | 7,99  |
| 2.  | ZSRR      | Łeonid Barkowski | 7,92  |
| 3.  | Francja   | Jean Cochard     | 7,42  |
| 4.  | Węgry     | Béla Margitics   | 7,26  |
| 5.  | Norwegia  | Odd Bergh        | 7,10  |
| 6.  | Belgia    | Yves Theisen     | 6,95  |

### Trójskok
| Lp. | Państwo   | Zawodnik             | Wynik |
| --- | --------- | -------------------- | ----- |
| 1.  | ZSRR      | Aleksandr Zołotariow | 16,12 |
| 2.  | Węgry     | Henrik Kalocsai      | 15,88 |
| 3.  | Francja   | Éric Battista        | 15,62 |
| 4.  | Finlandia | Pertti Pousi         | 15,58 |
| 5.  | Norwegia  | Martin Jensen        | 15,30 |
| 6.  | Belgia    | Freddy Herbrand      | 14,20 |

### Pchniecie kulą
| Lp. | Państwo   | Zawodnik            | Wynik |
| --- | --------- | ------------------- | ----- |
| 1.  | Węgry     | Vilmos Varjú        | 18,53 |
| 2.  | ZSRR      | Wiktor Lipsnis      | 18,40 |
| 3.  | Finlandia | Matti Yrjölä        | 17,59 |
| 4.  | Francja   | Pierre Colnard      | 17,20 |
| 5.  | Norwegia  | Bjørn Bang Andersen | 16,91 |
| 6.  | Belgia    | Bertrand De Decker  | 15,28 |

### Rzut dyskiem
| Lp. | Państwo   | Zawodnik           | Wynik |
| --- | --------- | ------------------ | ----- |
| 1.  | ZSRR      | Kim Buchancow      | 56,66 |
| 2.  | Węgry     | József Szécsényi   | 55,92 |
| 3.  | Finlandia | Pentti Repo        | 55,80 |
| 4.  | Francja   | Pierre Alard       | 53,50 |
| 5.  | Norwegia  | Ragnar Skautvedt   | 49,26 |
| 6.  | Belgia    | Bertrand De Decker | 45,84 |

### Rzut młotem
| Lp. | Państwo   | Zawodnik           | Wynik |
| --- | --------- | ------------------ | ----- |
| 1.  | ZSRR      | Romuald Klim       | 71,02 |
| 2.  | Węgry     | Gyula Zsivótzky    | 69,34 |
| 3.  | Finlandia | Reino Suuripää     | 61,50 |
| 4.  | Norwegia  | Oddvar Krogh       | 60,34 |
| 5.  | Francja   | Vladimir Prikhodko | 57,34 |
| 6.  | Belgia    | Henri Cuitte       | 47,38 |

### Rzut oszczepem
| Lp. | Państwo   | Zawodnik           | Wynik |
| --- | --------- | ------------------ | ----- |
| 1.  | Węgry     | Gergely Kulcsár    | 84,18 |
| 2.  | ZSRR      | Jānis Lūsis        | 81,98 |
| 3.  | Finlandia | Jorma Kinnunen     | 81,24 |
| 4.  | Norwegia  | Willy Rasmussen    | 77,74 |
| 5.  | Francja   | Christian Monneret | 77,16 |
| 6.  | Belgia    | Jacques Claessen   | 59,44 |